# Corrente della Kamčatka

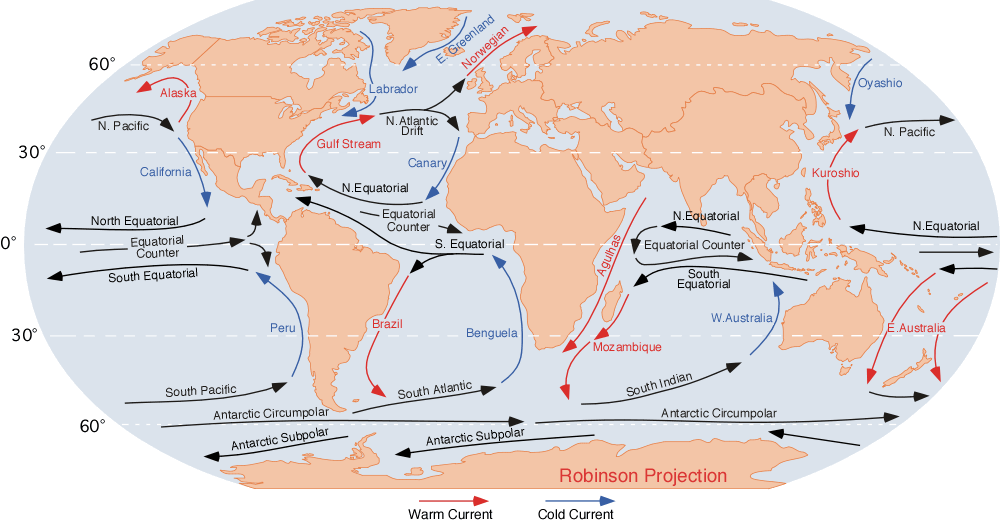
Le principali correnti oceaniche

La corrente della Kamčatka è una corrente oceanica di acqua fredda proveniente dallo stretto di Bering e che fluisce verso sudovest, lungo la costa siberiana dell'Oceano Pacifico e la penisola della Kamčatka.
Una porzione di questa corrente diventa poi la corrente Oyashio, mentre la frazione rimanente si unisce alla più calda corrente del Pacifico settentrionale.